# Odontomachus silvestrii
Odontomachus silvestrii är en myrart som beskrevs av Wheeler 1927. Odontomachus silvestrii ingår i släktet Odontomachus och familjen myror. Inga underarter finns listade i Catalogue of Life.